# Ischnotoma (Ischnotoma) prionoceroides
Ischnotoma (Ischnotoma) prionoceroides is een tweevleugelige uit de familie langpootmuggen (Tipulidae). De soort komt voor in het Australaziatisch gebied.